# Limnophora subscrupulosa
Limnophora subscrupulosa är en tvåvingeart som beskrevs av Zhang och Xue 1990. Limnophora subscrupulosa ingår i släktet Limnophora och familjen husflugor. Inga underarter finns listade i Catalogue of Life.